# Jimmy Trotter
Jimmy Trotter (Easington, 25 novembre 1899 – 17 aprile 1984) è stato un allenatore di calcio e calciatore inglese, di ruolo attaccante.

## Carriera
Giocò nella massima serie inglese con lo Sheffield Wednesday. Fu capocannoniere della categoria nel 1927.

## Palmarès

### Giocatore

#### Competizioni nazionali
- Campionato inglese: 2

Sheffield Wednesday: 1928-1929, 1929-1930
- Second Division: 1

Sheffield Wednesday: 1925-1926

### Individuale
- Capocannoniere della seconda divisione inglese: 1

1925-1926 (37 reti)